# 达尼·帕切科
丹尼尔·帕切科·洛巴托（西班牙語：Daniel Pacheco Lobato，1991年1月5日—）是一名西班牙職業足球員，可擔任中場或前鋒，曾一度效力英超球會利物浦。目前為自由身。

## 外部連結
- 利物浦官方資料